# Freedom's Fury
Pour plus de détails, voir Fiche technique et Distribution.
Freedom's Fury est un documentaire américain réalisé par Colin Keith Gray et Megan Raney, sorti en 2006.

## Synopsis
Lors des Jeux olympiques d'été de 1956 de Melbourne, les équipes masculines de water-polo de Hongrie et de l'Union soviétique doivent s'affronter en demi-finales, le match ayant lieu peu après l'Insurrection de Budapest écrasée par l'Armée rouge. L'équipe hongroise n'a été informée des détails de la répression brutale effectuée par les Soviétiques qu'à son arrivée en Australie, et l'animosité entre les deux équipes est à son comble. Le match entrera dans l'histoire des Jeux Olympiques sous le nom de Bain de sang de Melbourne. Le documentaire est axé sur le joueur hongrois Ervin Zádor et est narré par Mark Spitz.

## Fiche technique
- Réalisation : Colin Keith Gray et Megan Raney
- Scénario : Colin Keith Gray
- Photographie : Megan Raney
- Montage : Michael Rogers
- Musique : Les Hall
- Production : Thor Halvorssen, Kristine Lacey, Quentin Tarantino, Lucy Liu, Andrew G. Vajna, Rose Lizarraga et Amy Sommer
- Pays d'origine :  États-Unis
- Langue originale : anglais, hongrois
- Format : couleur - 1,85:1 - Dolby Digital
- Genre : documentaire sportif
- Durée : 90 minutes
- Dates de sortie : 
  -  États-Unis : mai 2006 (Festival du film de Tribeca)

## Accueil critique
Le film a obtenu des critiques favorables, étant loué pour sa fascinante immersion dans une histoire méconnue mais dont le cadre a dépassé celui du sport pour devenir un symbole du combat pour la liberté du peuple hongrois,,.